# Wojna w przestworzu
Wojna w przestworzu (tyt. oryg. The War in the Air) – powieść fantastyczna autorstwa Herberta George’a Wellsa.
Napisana w 1907, wydana w 1908 w magazynie Pall Mall. Jak wiele prac autora, jest znana z proroczych pomysłów, obrazów i konceptów, w tym przypadku, użytek samolotów w celach wojennych w zbliżającej się I wojnie światowej. Bohaterem książki jest Bert Smallways, przyszłościowo myślący młody mężczyzna.

## Fabuła
Autor przewiduje bieg historii w którym Chiny i Japonia tworzą  „Konfederację Wschodniej Azji”; Niemcy prowadzą agresywną politykę, a Stany Zjednoczone są podzielone przez wewnętrzny konflikt dotyczący doboru taktyki obrony kraju. Imperium brytyjskie jest bardziej pokojowe. Jego tereny są rozmieszczone na całym globie, zaś Irlandia jest zdestabilizowana przez powstańcze ruchy. Francja, Włochy, Hiszpania i Portugalia są zmilitaryzowane, ale odmawiają uczestnictwa w walkach; Rosja jest w stanie wojny domowej pomiędzy rewolucjonistami a zwolennikami starego porządku. Inne mniejsze kraje zbroją się na ile są w stanie.
Wojna wybucha gdy niemieckie siły powietrzne próbują przejąć kontrolę w powietrzu przed zbudowaniem przez Amerykanów floty powietrznej. Niemcy zakładają, że Chiny i Japonia nie mają znaczącej ilości samolotów. Napięcie pomiędzy Japonią a Stanami Zjednoczonymi wzrasta przez odmowę nadania obywatelstwa japońskim imigrantom. Wybucha wojna. Okazuje się, że „Konfederacja Wschodniej Azji” ma silną flotę powietrzną, a ich taktyka przypomina działania kamikaze z okresu drugiej wojny światowej. Stany Zjednoczone zmuszone są walczyć na dwóch frontach, zarówno na wodzie jak i w powietrzu.